# Paleoarqueología
Paleoarqueología. 

Garganta de Olduvai en Tanzania 2011.

Arqueología de los restos más antiguos, arqueología del tiempo profundo.
Es la ciencia que estudia los desarrollos culturales en eras previas al holoceno.
Es una ciencia compleja e interdisciplinaria cuyo principal objetivo es rastrear los desarrollos más tempranos de la humanidad en todas sus facetas; así como también reunir, comparar, catalogar, estratificar, interpretar, preservar y reconstruir; las evidencias acerca de la existencia de humanidad e incluso civilizaciones antiguas previas a los desarrollos culturales conocidos; es una ciencia poco desarrollada; debido a que su factor limitante radica en el limitado número de evidencias tangibles y el alto grado de deterioro en sus observaciones. Existe la posibilidad que a medida que aumente la tecnología, se desarrollen sus ciencias auxiliares y se incrementen el número de sus hallazgos, es posible que esta ciencia tenga mayor difusión y desarrollo.